# گرتا تونبرگ
گرِیتا تین‌تین النُرا ارنمان تونبَری (سوئدی: Greta Tintin Eleonora Ernman Thunberg, تلفظ سوئدی: [ˈgre:ta ˈtʉ:nˌbærj] ()) همچنین شناخته شده با تلفظ انگلیسی گرتا تونبرگ (زادهٔ ۳ ژانویهٔ ۲۰۰۳) فعال محیط‌زیست سوئدی است که به‌خاطر فعالیت برای آگاه‌سازی جهانی در مورد خطرات ناشی از تغییرات اقلیمی و با سؤال از سیاستمداران برای پاسخگویی به عدم اقدام خود در مورد بحران آب و هوا، مشهور است.
در اوت ۲۰۱۸، هنگامی که تونبری ۱۵ ساله بود اعتصاب و مدرسه را ترک کرد و در خارج از پارلمان سوئد، تابلویی را در دست گرفت که خواستار اقدام شدیدتر در زمینه اقلیم شد. دانش آموزان مناطق مختلف نیز دست به اعتراضات مشابه زدند. آنها با هم جنبش اعتصاب آب و هوا در مدرسه با نام «جمعه‌ها برای آینده» را ترتیب دادند. پس از سخنرانی تونبری در کنفرانس تغییرات اقلیمی سازمان ملل ۲۰۱۸ اعتصابات دانش آموزی به شکل هفتگی در مناطقی از دنیا صورت گرفت. در سال ۲۰۱۹، حداقل دو اعتراض هماهنگ شده در چندین شهر برپاشد که در هر یک بیش از یک میلیون دانش آموز شرکت کردند.
تونبری به صراحت لهجه، در بیان واقعیت، در ملاء عام و در برابر رهبران سیاسی و اجتماعی شهرت دارد. او در سخنرانی‌هایش خواستار اقدام فوری برای رسیدگی به آنچه او آن را «بحران آب و هوا» می‌خواند است. در خانه، تونبری پدر و مادر خود را متقاعد کرده تا شیوهٔ زندگی خود را برای کمک به کاهش تصاعد کربن تغییر دهند، مثلاً از مسافرت‌های هوایی یا خوردن گوشت پرهیز کنند.
در ماه مه سال ۲۰۱۹، مجله تایم روی جلد خود او را به عنوان «رهبر نسل بعدی» معرفی کرد و خاطرنشان کرد که بسیاری او را یک شخصیت الهام‌بخش/الگو می‌دانند. تونبری و جنبش اعتصاب مدرسه‌ای همچنین نیز در یک فیلم شبه‌مستند ۳۰ دقیقه‌ای با عنوان «جهان را دوباره گرتا کنیم» مطرح شدند. برخی رسانه‌ها تأثیر وی در صحنهٔ جهانی را «اثر گرتا تونبری» توصیف کرده‌اند.

## زندگی
گرتا تونبری در ۳ ژانویه ۲۰۰۳ در استکهلم و در خانواده‌ای هنرمند متولد شد، مادرش مالنا ارنمان، خوانندهٔ اپرا و پدرش سوانته تونبری، بازیگر هستند. پدربزرگ پدری او الاف تونبری نیز کارگردان و بازیگر است. نسب تونبری از طرف پدری به سوانته آرنیوس می‌رسد که شیمی‌دان و برندهٔ جایزهٔ نوبل بود و اولین بار مفهوم تغییرات آب‌وهوایی، گازهای گلخانه‌ای و تأثیرات کربن دی‌اکسید را در اواخر قرن نوزدهم به کار برد.
تونبری می‌گوید که او اولین بار در سال ۲۰۱۱، هنگامی که ۸ ساله بود، دربارهٔ تغییرات آب و هوا شنید و نتوانست بفهمد که چرا در مورد آن تلاش زیادی انجام نمی‌شود. سه سال بعد او دچار افسردگی و بی‌حالی شد، حرف زدن و غذا خوردن را متوقف کرد و سرانجام نشانگان آسپرگر، اختلال وسواس فکری-عملی (OCD)، و سکوت انتخابی در او تشخیص داده شد. وی در حالی که تصدیق می‌کند که این ابتلا او را محدودتر از گذشته کرده‌است، اوتیسم خود را به علّت بیماری یک «ابرقدرت» می‌داند.
حدود دو سال قبل تونبری از پدر و مادرش خواست تا با وگان شدن و پرهیز از مسافرت هوایی به جنبش کاهش ردپای کربن ملحق شوند، که تا حدودی به معنای آن بود که مادرش مجبور شود از شغل بین‌المللی خود به عنوان خواننده اپرا دست بکشد. واکنش نهایی والدین و پذیرش تغییر در سبک زندگیشان باعث امید و باور تونبری به تواناییش در ایجاد تغییر منجر شد. داستان خانواده آنها در کتاب صحنه‌هایی از جان (۲۰۱۸) نقل شده‌است.

### سفر دریایی در اقیانوس اطلس
در اوت ۲۰۱۹، تونبری فاصلهٔ میان پلیموت انگلستان تا نیویورک آمریکا را در اقیانوس اطلس در یک قایق بادبانی مسابقه‌ای به طول تقریباً ۲ متر که با انرژی خورشیدی و توربینهای زیرآبی کار می‌کرد، پیمود. این سفر به عنوان نمادی از سفر بین اقیانوسی عاری از کربن اعلام شد که همچنین بیانگر باور تونبری به اهمیت کاهش انتشار گازهای گلخانه‌ای است.
این سفر ۱۵ روز به طول انجامید (۱۴ تا ۲۸ اوت ۲۰۱۹). تونبری در مدت حضورش در قارهٔ آمریکا در اجلاس تغییرات اقلیمی سازمان ملل متحد در نیویورک و در کنفرانس تغییرات اقلیمی COP 25 در سانتیاگوی شیلی شرکت کرد.

## اعتصاب مدرسه برای آب و هوا

### الهام

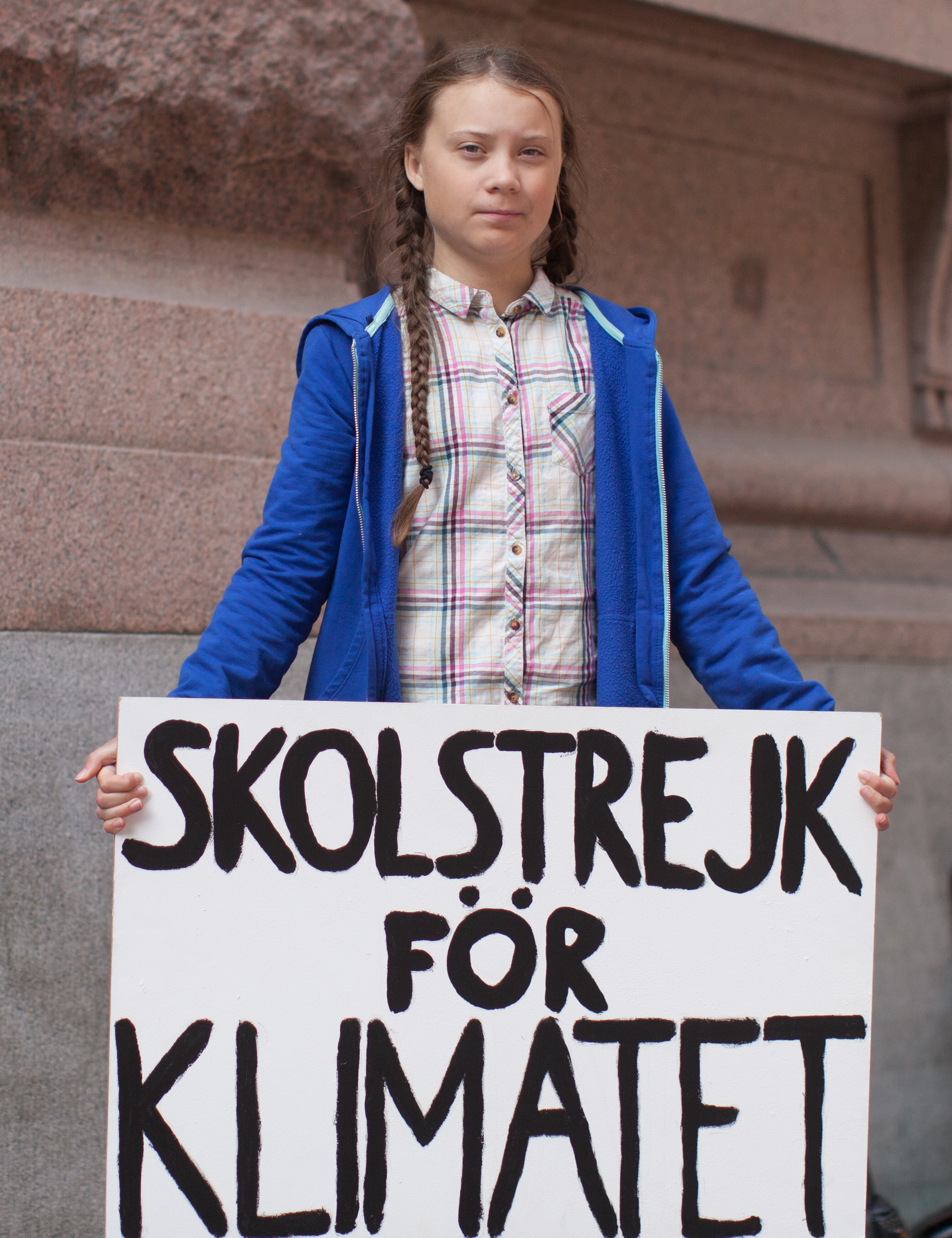
تونبری در مقابل پارلمان سوئد، تابلوی "Skolstrejk för klimatet" (اعتصاب مدرسه‌ای برای شرایط اقلیمی) را در دست گرفت؛ استکهلم، اوت ۲۰۱۸.

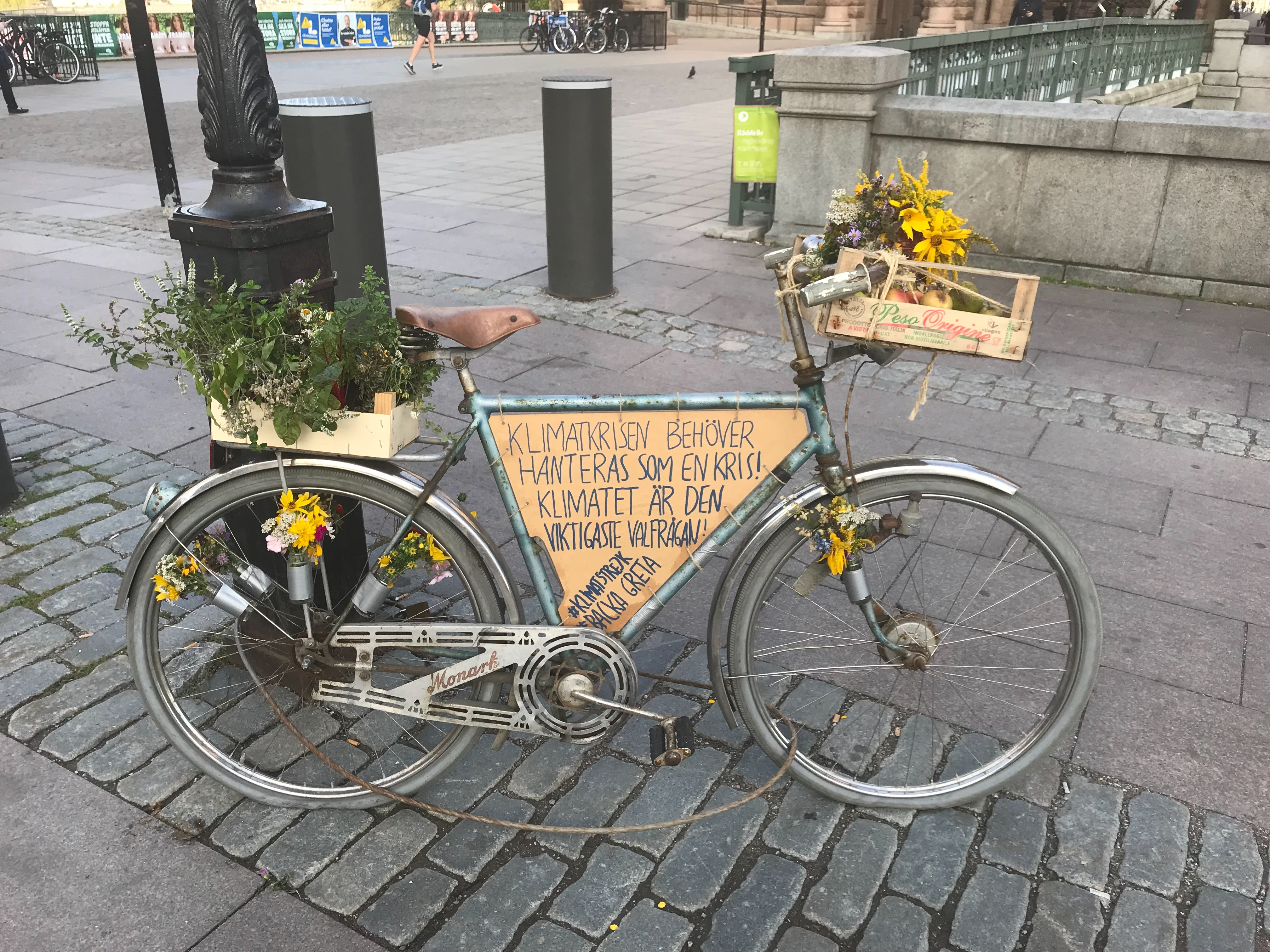
دوچرخه‌ای در استکهلم با نقل قولی از تونبری: «با بحران آب و هوا باید به عنوان یک بحران جدی رفتار کرد! شرایط اقلیمی مهم‌ترین مسئله در انتخابات است!» (۱۱ سپتامبر ۲۰۱۸)

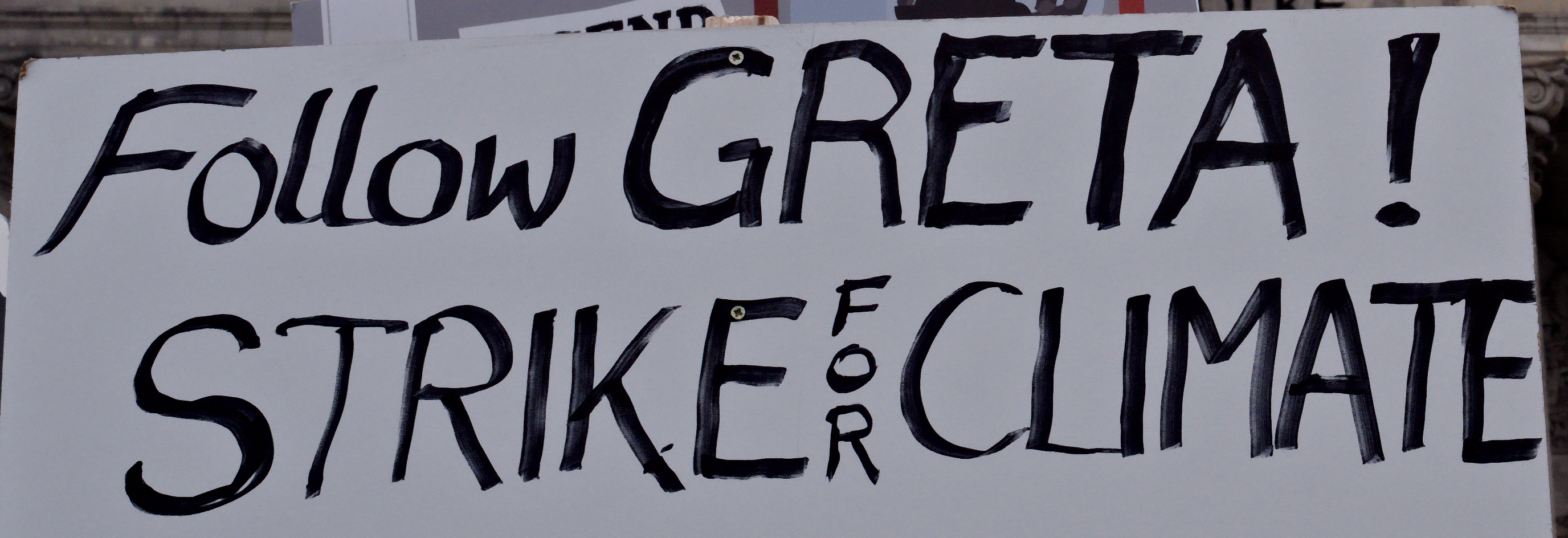
تابلویی در برلین، ۱۴ دسامبر ۲۰۱۸

در مصاحبه ای با ایمی گودمن از دموکراسی نو!، تونبری گفت که ایدهٔ اعتصاب مدرسه‌ای برای بهبود شرایط اقلیمی پس از ماجرای تیراندازی در مدارس ایالات متحده در فوریه ۲۰۱۸ به ذهنش رسید و منجر به این شد که تعداد زیادی نوجوان از حاضر شدن در مدارس خودداری کنند. تعدادی از این فعالان نوجوان در دبیرستان مارجوری استونمن داگلاس در پارکلند، فلوریدا، برای حمایت از کنترل اسلحه بیشتر، راهپیمایی‌ای با عنوان «راهپیمایی‌ای برای زندگی ما» ترتیب دادند.

### سرآغاز
در ۲۰ اوت ۲۰۱۸ تونبری، که تازه کلاس نهم را شروع کرده بود، تصمیم گرفت که تا روز انتخابات سراسری سوئد (۲۰۱۸) که در تاریخ نهم سپتامبر برگزار می‌شد به مدرسه نرود. این انتخابات درست پس از گرم‌ترین تابستان سوئد در ۲۶۲ سال گذشته که با موجی از گرما و آتش‌سوزی جنگلها همراه بود برگزار می‌شد. خواسته‌های او شامل این بود که که دولت سوئد مطابق توافق پاریس میزان انتشار گازهای گلخانه ای را کاهش دهد. او اعتراض خود را با نشستن در خارج از ریکسداگ، پارلمان سوئد و در دست گرفتن تابلوی Skolstrejk för klimatet (اعتصاب مدرسه برای شرایط اقلیمی) به مدت سه هفته در ساعات مدرسه نشان داد. وی همچنین اعلامیه‌هایی را صادر کرد که اظهار داشت: «من این کار را می‌کنم زیرا شما بزرگترها دارید به آینده من گند می‌زنید.»

### پشتیبانی
در فوریهٔ سال ۲۰۱۹، ۲۲۴ فعال دانشگاهی، نامهٔ حمایتی علنی را امضا کردند که در آن اعلام کردند که آن‌ها از اقدامات تونبری و نوجوانان اعتصاب کننده در بیان اعتراض خود الهام گرفته‌اند. دبیرکل سازمان ملل متحد، آنتونیو گوترش نیز اعتصابات مدرسه‌ایِ تونبری را توصیه کرد و پذیرفت که: «نسل من نتوانسته‌است به درستی پاسخگوی چالش چشمگیر تغییرات اقلیمی باشد. جوانان این را عمیقاً احساس می‌کنند. عجیب نیست اگر آنها عصبانی هستند.»
در ژوئن سال ۲۰۱۹، تونبری در تماسی ویدئویی با الکسندریا اوکاسیو کورتز که توافق‌نامهٔ نیو دیل سبز را در فوریهٔ ۲۰۱۹ به مجلس نمایندگان ایالات متحده آمریکا ارسال کرده بود که در آن از ایالات متحده می‌خواست تا طی یک دهه تولید گازهای گلخانه‌ای را به صفر برساند صحبت کرد. آنها دربارهٔ جدی گرفته نشدن دیدگاه‌هایشان به علّت کم‌سالی آن‌ها گفتگو کردن و اینکه در عمل چه روشی مؤثر خواهد بود.
آنتونیو گوترش، دبیرکل سازمان ملل متحد، در سخنرانی در رویدادی در نیوزیلند در مهٔ ۲۰۱۹ گفت نسل وی «در نبرد در برابر تغییرات آب و هوا برنده نیست» و حالا «نجات سیارهٔ» ما به عهدهٔ نوجوانان است.

## پیام تونبری
هنگامی که تونبری اعتراض خود را در پارلمان سوئد در سال ۲۰۱۸ در ۱۵ سالگی آغاز کرد، دو ابزار پیام‌رسانی ساده داشت: تابلویی که می‌گفت «اعتصاب مدرسه‌ای برای شرایط اقلیمی» و اعلامیه‌هایی که پخش می‌کرد و در آنها می‌گفت: «من این کار را می‌کنم زیرا شما بزرگترها دارید به آیندهٔ من گند می‌زنید». وقتی دامنهٔ اعتراض او بالا گرفت، از او دعوت شد تا در تالارهای مختلفی به سخنرانی بپردازد که به وی امکان داد تا نگرشهای خود را گسترش دهد. تا کنون، او چهار موضوع مرتبط به هم را حمایت کرده‌است. استدلال تونبری این است که بحران ناشی از گرم شدن کره زمین آنقدر جدی است که بشریت را به یک بحران وجودی کشانده‌است «که به احتمال زیاد منجر به پایان تمدن ما به شکل فعلی می‌شود، با گفتن جملاتی چون «شما دارید آیندهٔ ما را به سرقت می‌برید»، نسل فعلی بزرگسالان را مسئول این [بحران] خطاب کرد». او به‌ویژه در مورد تأثیر بحران آب و هوا بر زندگی نوجوانان مانند او نگران است. او در سخنرانی در مجلس بریتانیا گفت: «شما به ما دروغ گفتید. شما به ما امید دروغین دادید. شما به ما گفتید که به آینده امید داشته باشیم.» تونبری همچنین می‌گوید که ما باید از خواب بیدار شویم و تغییر کنیم زیرا کارهای بسیار کمی برای این حل مشکل انجام می‌شود. او می‌گوید اوضاع خیلی بد است، همه باید بترسیم. او با اشاره به اینکه در سال ۲۰۱۹ که «براساس IPCC (هیئت بین‌المللی برای تغییرات اقلیمی)، ما کمتر از ۱۲ سال برای جبران اشتباهاتمان وقت داریم» می‌گوید که به گمان او سیاستمداران و تصمیم گیرندگان باید به دانشمندان گوش دهند.
تونبری برای برجسته کردن نگرانی‌های خود از مثال‌های خشنی استفاده می‌کند و با صراحت لهجه، رهبران تجاری و سیاسی را خطاب قرار می‌دهد، و اغلب آنها را به علّت منفعل بودنشان سرزنش می‌کند. به عنوان مثال، او به هیئت رهبران برجسته مشاغل و سیاسی در داووس گفت: «بعضی از مردم، بعضی از شرکت‌ها، و به خصوص بعضی از تصمیم گیرندگان، دقیقاً می‌دانند که چه ارزش‌های گران‌بهایی را قربانی کرده‌اند تا بتوانند مبلغی غیرقابل تصور پول به جیب بزنند. من فکر می‌کنم بسیاری از شما امروز اینجا متعلق به این گروه از مردم هستید.» وی در ادامه گفت: «من از شما می‌خواهم طوری رفتار کنید که انگار خانه‌مان آتش گرفته - چون واقعاً اینطور است». او در اکتبر سال ۲۰۱۸ در لندن گفت: «ما با یک بحران بی‌سابقه فوری روبرو هستیم که هرگز یک بحران تلقی نشده‌است و رهبران ما همگی در برابر آن رفتار کودکانه‌ای دارند».
وی همچنین خاطرنشان کرد که راهبردهای اتخاذ شدهٔ دولت‌های مختلف برای محدود کردن گرمایش جهانی تا ۱/۵ درجه سانتیگراد به عنوان بخشی از توافق‌نامه پاریس کافی نیست و باید منحنی انتشار گازهای گلخانه‌ای باید پیش از سال ۲۰۲۰ شدیداً آغاز به پایین رفتن کند. در ژانویه سال ۲۰۱۹، وی به پارلمان انگلستان گفت که انگلستان باید حرف زدن در مورد «کاهش» میزان انتشار گازها متوقف کرده و اقدام به برنامه‌ریزی برای حذف آن کند. در فوریه سال ۲۰۱۹، در کنفرانس کمیته اجتماعی و اقتصادی اروپا، او گفت که اتحادیه اروپا باید تا سال ۲۰۳۰ باید ۸۰٪ از تولید گازهای گلخانه‌ای بکاهد یعنی دو برابر هدفی که قبلاً تعیین شده بود (کاهش ۴۰ درصدی).
تونبری در بیانیه‌ای که در ابتدا در صفحه فیس‌بوک خود قرار داده بود اذعان می‌کند که او یک دانشمند آب و هوا نیست: او صرفاً یک پیام‌رسان است که آنچه را که دانشمندان در دهه‌های گذشته گفته‌اند تکرار می‌کند، بدون اینکه تاکنون موفقیت زیادی به دست آورده باشد. او می‌گوید اگر همه به حرف دانشمندان گوش می‌دادند و واقعیت‌ها را می‌پذیرفتند، «آن وقت ما (دانش آموزان) می‌توانستیم به مدرسه برگردیم». وی در سفر خود به نیویورک با یک قایق بادبانی عاری از کربن به این موضوع پرداخت. روی قایق بادبانی او عبارت «پشت‌سر علم متحد شویم» ("UNITE BEHIND THE SCIENCE") حک شده بود. در یکی از اولین اظهارات خود هنگام ورود پیام مشابهی برای دونالد ترامپ داشت و به او توصیه کرد که «علم را باور کند».

## تأثیرگذاری

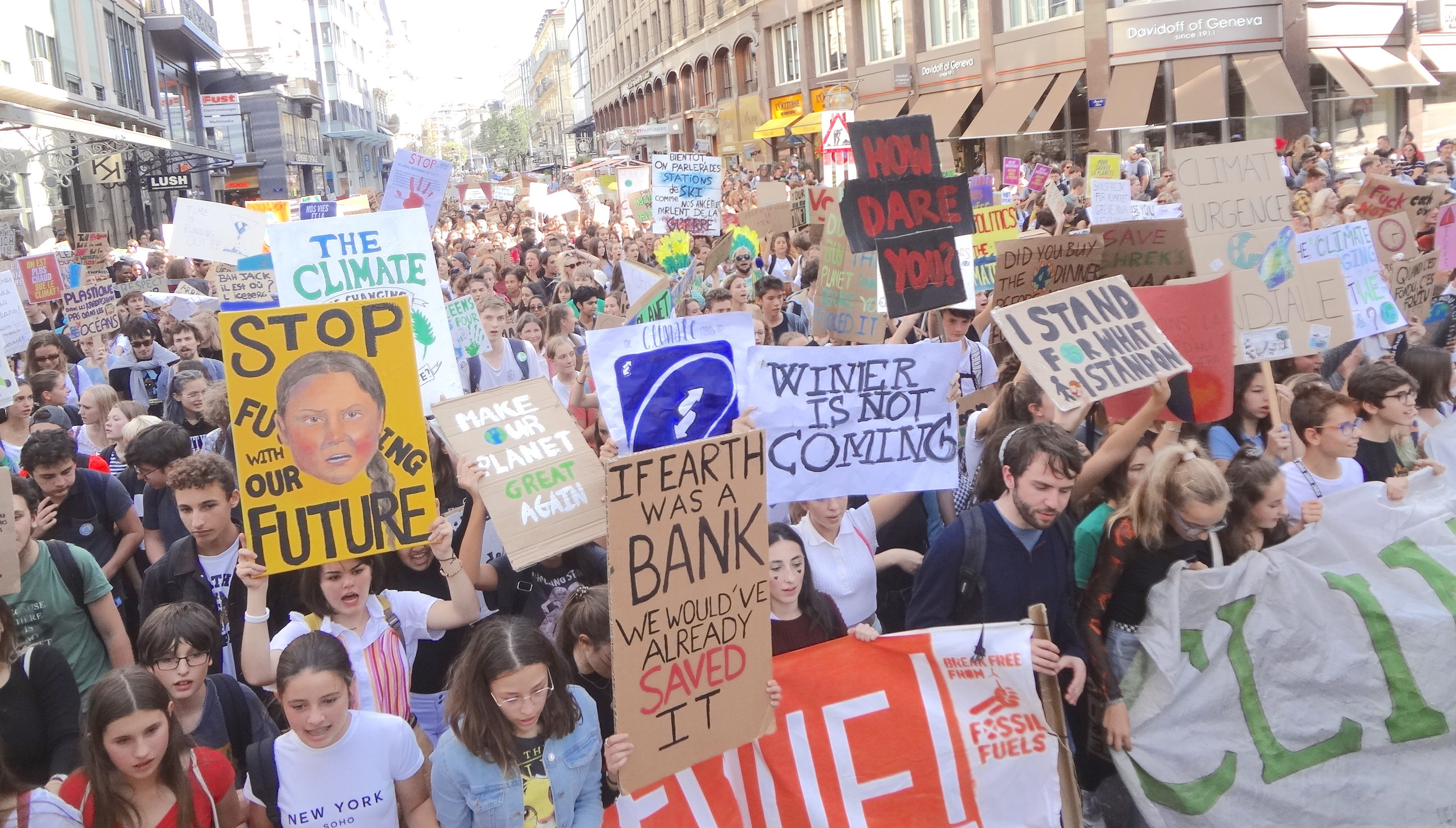
اعتراض اقلیمی و اعتصاب دانشجویان در ژنو در روز جمعه، 27 سپتامبر 2019

### اثر گرتا تونبری
تونبری الهام بخش تعداد زیادی از همسالان مدرسه‌ای خود در آنچه که «اثر گرتا تونبری» توصیف شده‌است بوده. در پاسخ به مواضع آشکار او، سیاستمداران مختلف نیز لزوم تمرکز بر تغییرات اقلیمی را تأیید کرده‌اند. مایکل گو، وزیر محیط زیست انگلستان گفت: «وقتی به شما گوش کردم، در عین اینکه شدیداً شما را تحسین می‌کردم، احساس مسئولیت و گناه نیز کردم. من از نسل والدین شما هستم و می‌دانم که ما برای رسیدگی به تغییرات اقلیمی و بحران وسیع تر محیط زیستی که ما در ایجادشان سهیم بوده‌ایم شدیداً کوتاهی کرده‌ایم». اد میلیبند، سیاستمدار حزب کارگر، که مسئول معرفی قانون تغییرات اقلیمی سال ۲۰۰۸ بود، گفت: «شما ما را از خواب بیدار کرده‌اید. ما از شما متشکریم. همه نوجوانانی که اعتصاب کرده‌اند آینه‌ای از جامعه ما هستند … شما یک درس واقعاً مهم به ما دادید. شما از برجستگان جامعه هستید.» در ژوئن سال ۲۰۱۹، یک نظرسنجی YouGov در انگلستان نشان داد که نگرانی‌های عمومی دربارهٔ محیط زیست در انگلستان افزایش یافته‌است زیرا تونبری و شورش انقراض «حباب انکار را سوراخ کرده‌اند».
در اوت سال ۲۰۱۹، تعداد کتابهای کودکان حول موضوع بحران شرایط اقلیمی و فروش چنین کتاب‌هایی که همه با هدف توانمند سازی نوجوانان برای نجات سیاره زمین انجام شده‌است، دو برابر گزارش شده‌است. ناشران این موضوع را به «اثر گرتا تونبری» نسبت می‌دهند.
با الهام از تونبری، افراد نیکوکار و سرمایه‌گذاران ثروتمند از ایالات متحده تقریباً نیم میلیون پوند برای حمایت از شورش انقراض و گروه‌های اعتصاب مدرسه. ای و تأسیس صندوق اضطراری شرایط اقلیمی اهدا کرده‌اند. Trevor Neilson، یکی از خیرخواهان، گفت که این سه بنیاد با دوستانی در جمع ابر-ثروتمندان بین‌المللی تماس می‌گیرند تا «صدها برابر» بیشتر در هفته‌ها و ماه‌های آینده اهدا شود.
در ژوئن سال ۲۰۱۹، راه‌آهن سوئد (SJ) گزارش داد که تعداد سوئدی‌هایی که از قطار برای سفرهای محلی استفاده می‌کنند نسبت به سال گذشته ۸ درصد بیشتر شده‌است، که نشان دهنده نگرانی روزافزون مردم در مورد تأثیر سفرهای هوایی بر انتشار گازهای گلخانه ای است که با امتناع تونبری از پرواز به کنفرانس‌های بین‌المللی نمایان شده‌است. احساس شرم به خاطر تأثیر هواپیماها بر محیط زیست در رسانه‌های اجتماعی به عنوان "Flygskam" یا "شرم از پرواز" توضیح داده شده و با هشتگ # jagstannarpåmarken که ترجمه آن به عنوان #istayontheground (من روی زمین می‌مانم) همراه است.

### نقد و پاسخ

#### حملات تبلیغاتی
تا اوت سال ۲۰۱۹، مجلهٔ ساینتیفیک آمریکن گزارش می‌داد که مخالفان تونبری با «اشارهٔ بی رحمانه به اوتیسم او» «حملات شخصی» انجام داده‌اند و «به‌طور فزاینده ای به حمله توسط آگهی‌های داخلی متکی هستند تا اثرگذاری او را از بین ببرند.» گمانه نگار سوئدی پائولینا نودیگ، با اشاره به مشکل سلامتی ذهنی تونبری فعالیت او برای رهبری جنبش علیه تغییرات اقلیمی را زیر سؤال برد.
آدیتا چاکراورتتی با نوشته‌ای در گاردین اظهار داشت که ستون نویس‌هایی از جمله برندن اونیل، توبی یانگ، وبلاگ گایدو فاوکس همچنین هلن دیل و راد لیدلز در مجلات اسپکتیتور و ساندی تایمز اقدام به «حملات شخصی زشت» به تونبری کرده‌اند. به گفتهٔ یاکوب گول، محقق مؤسسهٔ گفتگوی استراتژیک، حزب جناح راست آلترناتیو برای آلمان به عنوان بخشی از انکار تغییر اقلیمی، به تونبری «به طرز نسبتاً شرورانه‌ای» حمله کرده‌است.
تونبری همچنین پس از اعلام سفر در یک قایق بادبانی بدون کربن به ایالات متحده، مورد انتقاد آندرو بولت از منکران تغییرات آب و هوایی استرالیا قرار گرفت. بولت اظهار داشت که وی (تونبری) یک فرقه اعتقادی دارد و او را به عنوان «دختر بسیار جوان و با بسیاری از اختلالات روانشناختی»، «به طرز رعب آوری تأثیرگذار» خواند.
در ایالات متحده، تیانا لاو، گمانه نگار واشینگتن اگزمینر، مجله ای که متعلق به فیلیپ انشوتس، میلیاردر منکر تغییرات اقلیمی است، اظهار داشت که والدین «جویای شهرت» تونبری، به ویژه مادر او که «ستارهٔ رو به افول اپرا» است که اجراهای بین‌المللی داشته‌است، بدون توجه به مشکلات ذهنی تونبری، که به گمان لاو شامل لیست بلندی از ناتوانیها بود، با ادعای معلولیت او و خواهرش او را حقیر می‌کنند. به نوشتهٔ لاو، با انجام این کار، آنها در معرض اتهام «کودک آزاری» هستند.

## فهرست سخنرانی‌ها

### سازمان ملل متحد: همایش اقدام برای اقلیم ۲۰۱۹
در ۲۳ سپتامبر ۲۰۱۹ تونبری در حضور رهبران سیاسی حاضر در همایش اقدام برای اقلیم ۲۰۱۹ که در شهر نیویورک برگزار شد سخنرانی کرد. او رهبران جهان را متهم کرد که با بی‌عملی خود در قبال تغییرات اقلیمی رؤیاها و کودکی او را دزدیده‌اند. او ایرادات خود در مجمع عمومی را با مقدمه‌ای احساسی آغاز کرد که مورد توجه وسیع رسانه‌ها قرار گرفت:
این‌ها همه اشتباه است. من نباید این بالا باشم. من باید در آن سوی اقیانوس در مدرسه‌ام باشم؛ ولی شما اینجا سراغ ما جوانان را برای امید می‌گیرید؟ چه طور جرأت می‌کنید؟ شماها رؤیاها و کودکی من را با حرف‌های پوچ خود دزدیده‌اید. تازه من جز خوش‌اقبال‌ها هستم. مردم دارند زجر می‌کشند. مردم دارند می‌میرند. اکوسیستم‌ها به‌طور کلی دارند فرو می‌پاشند. ما در آغاز یک انقراض بزرگ هستیم. با این حال شما فقط دربارهٔ پول و افسانه‌های رشد اقتصادی بی‌نهایت بحث می‌کنید؟ چه طور جرأت می‌کنید؟